# Pixlr
 (mai 2025).
Pixlr est un ensemble d'outils de retouche photo et de fonctionnalités basés sur le cloud.

## Description
Il comprend notamment une suite d'éditeurs de photos et un service de partage d'images. L'application est destinée à la retouche photo de niveau basique à avancé. Bien que sa suite d'outils soit principalement destinée aux non-professionnels du design, les fonctions disponibles vont de la retouche photo simple à la retouche photo avancée. Avec trois types d'abonnement différents, le gratuit, le Premium et le Creative Pack.
La plateforme peut être utilisée sur desktop, smartphones et tablettes. Pixlr est compatible avec divers formats d'image tels que JPEG, PNG, WebP, GIF, PSD (Document Photoshop) et PXZ (format de document natif Pixlr).
La plateforme a introduit plus de fonctionnalités en décembre 2021 avec un nouveau logo et des outils supplémentaires qui incluent ; Pinceaux (Brushes), outil de correction (Heal tool), animation et téléchargement par lots (Batch upload). La fonction pinceau permet de créer des effets dessinés à la main. L'outil de correction/guérison (Heal) permet aux utilisateurs de supprimer les objets indésirables de leurs images tandis que la fonction d'animation peut être utilisée pour incorporer du mouvement dans leurs modifications. Les utilisateurs peuvent également utiliser le téléchargement par lots pour modifier jusqu'à 50 images à la fois.

## Historique
Pixlr a été fondé en 2008 par le développeur web suédois Ola Sevandersson. Le 19 juillet 2011, la société Autodesk a annoncé avoir acquis la suite Pixlr.  Le 24 avril 2017, l'agence de photographie 123RF a acheté Pixlr à Autodesk pour un montant non divulgué et Sevandersson a rejoint la société.
La plateforme s'est rebaptisée en 2019 en introduisant Pixlr X, Pixlr E et Pixlr M. En 2022, Pixlr a annoncé son premier musée d'art décentralisé qui comprend également son propre NFT nommé Pixlr Genesis. Sa collection virtuelle se compose de 10 000 œuvres d'art NFT générées par l'IA.